# Comfortbåtar i Arvika AB

Comfortbåtar i Arvika AB var en svensk båttillverkare i Arvika.
Comfortbåtar grundades 1972 som Comfortbåtar AB av Kenneth Albinsson och Ingmar Boding (1942–2021). Kenneth Albinsson hade tidigare tillsammans med sin bror Jan ägt och drivit Arvika Plastindustri, som gått i konkurs 1971 och som tillverkat segelbåten Joker.
Efter en konkurs bildades 1982 Comfortbåtar i Arvika AB.

## Tillverkade båttyper i urval[4]
- Omkring 1970 Comfort 30, ritad av Kenneth Albinsson
- 1974 Comfort 34, ritad av Kenneth Albinsson
- 1978 Comfort 32, 9,5 meter lång, ritad av Kenneth Albinsson
- 1979 Comfort 26, ritad av Kenneth Albinsson
- 1982 Comfortina 32, 9,5 meter lång, ritad av Kenneth Albinsson
- 1982 Cayenne, 12,5 meter lång, ritad av Håkan Södergren
- 1983 Comfortina 39 ritad av Kenneth Albinsson
- Omkring 1986 Comfortina 38, ritad av Thomas Bern
- 1993 Comfortina 35, ritad av Thomas Bern
- Slutet av 1990-talet Comfortina 42, ritad av Thomas Bern